# فلیکس باخچینیان
فلیکس بارتوقیمئوسی باخچینیان (ارمنی: Ֆելիքս Բարդուղիմեոսի Բախչինյան؛  زادهٔ ۲۲ سپتامبر ۱۹۵۰) - درگذشته ۱۰ سپتامبر ۲۰۲۴ نویسنده، مترجم و تاریخ‌نگار ادبی اهل ارمنستان بود.

## زندگی‌نامه
وی در ۲۲ سپتامبر ۱۹۵۰ در آلاوردی به دنیا آمد و از دانشگاه دولتی وانادزور فارغ‌التحصیل گشت. وی عضو اتحادیه نویسندگان ارمنستان می‌باشد. همچنین برندهٔ جوایزی همچون مدال گارگین نژده و مدال یادبود نخست‌وزیر ارمنستان شده است. وی در ۱۰ سپتامبر ۲۰۲۴ در سن ۷۳ سالگی درگذشت.
(سال)